# Tour de France 1904
Il Tour de France 1904, seconda edizione della Grande Boucle, si svolse in sei tappe tra il 2 luglio e il 24 luglio 1904, affrontando lo stesso percorso dell'edizione precedente per un totale di 2 428 km.
Fu vinto per la prima e unica volta dal francese Henri Cornet con il tempo di 96h05'55", davanti al connazionale Jean-Baptiste Dortignacq (al primo podio al Tour in qualità di secondo classificato) e al belga Aloïs Catteau (per la prima e unica volta sul podio come terzo classificato).
Cornet, esordiente in quanto non aveva partecipato alla prima edizione, diventò il secondo francese a vincere la Grande Boucle, ma questo rimarrà il suo unico podio al Tour.
Si trattò della seconda vittoria di un corridore francese su due Tour organizzati, ma per la prima volta un corridore non francese (il belga Catteau) salì sul podio.

## Tappe
| Tappa  | Data      | Percorso           | km    | Vincitore di tappa       | Leader cl. generale |
| ------ | --------- | ------------------ | ----- | ------------------------ | ------------------- |
| 1ª     | 2 luglio  | Montgeron > Lione  | 467   | Michel Frédérick         | Michel Frédérick    |
| 2ª     | 9 luglio  | Lione > Marsiglia  | 374   | Antoine Faure            | Émile Lombard       |
| 3ª     | 13 luglio | Marsiglia > Tolosa | 423   | Henri Cornet             | Henri Cornet        |
| 4ª     | 17 luglio | Tolosa > Bordeaux  | 268   | François Beaugendre      | François Beaugendre |
| 5ª     | 20 luglio | Bordeaux > Nantes  | 425   | Jean-Baptiste Dortignacq | Henri Cornet        |
| 6ª     | 23 luglio | Nantes > Parigi    | 471   | Jean-Baptiste Dortignacq | Henri Cornet        |
| Totale | Totale    | Totale             | 2 428 |                          |                     |

## Resoconto degli eventi
Nel corso della competizione i tifosi crearono dei disordini nel corso delle tappe, mentre molti ciclisti si fecero dare di nascosto dei passaggi da macchine o presero treni, venendo squalificati dalla giuria una volta scoperti. Solo ventisette corridori terminarono la corsa. Per questi motivi l'organizzatore Henri Desgrange ebbe la tentazione di non organizzare più alcuna edizione della Grande Boucle.
Inizialmente ad aggiudicarsi la vittoria fu, come l'anno precedente, Maurice Garin davanti a Lucien Pothier, César Garin e Hippolyte Aucouturier. Garin rimase in testa alla classifica generale per tutte e sei le tappe, mentre Aucouturier se ne aggiudicò quattro. Anch'essi però si erano fatti dare dei passaggi e come loro altri ciclisti tra quelli che avevano concluso la corsa. Desgrange avviò un'inchiesta per stabilire quali corridori avessero usufruito di aiuti esterni. Al termine dell'inchiesta dodici ciclisti furono squalificati: dieci per un anno, Garin per due e Pothier fu radiato.
La classifica finale definitiva, che vedeva classificati solo quindici atleti, si ebbe soltanto il 2 dicembre. Henri Cornet, quinto classificato nella generale prima delle squalifiche, fu riconosciuto vincitore della corsa. Cornet aveva meno di venti anni e risulta, tuttora, il più giovane vincitore nella storia del Tour. Il belga Aloïs Catteau fu il primo corridore di nazionalità non francese a salire sul podio di Parigi.
Al Tour de France 1904 parteciparono 88 ciclisti ma, tra ritiri e squalifiche, solo 15 terminarono la prova. Il corridore che vinse il maggior numero di tappe, sul totale di sei previste, fu Jean-Baptiste Dortignacq, che tagliò per primo il traguardo delle ultime due frazioni della corsa a tappe. Considerando le squalifiche di vari corridori, il vincitore Cornet fu leader della corsa alla fine di tre tappe sulle sei totali.

## Classifiche finali

### Classifica generale
| Pos. | Corridore       | Squadra      | Tempo       |
| ---- | --------------- | ------------ | ----------- |
| 1    | Henri Cornet    | Indipendente | 96h05'55"   |
| 2    | J.B. Dortignacq | Indipendente | a 2h16'14"  |
| 3    | Aloïs Catteau   | Indipendente | a 9h01'25"  |
| 4    | Jean Dargassies | Gladiator    | a 13h04'30" |
| 5    | Julien Maitron  | Clement      | a 19h06'15" |
| 6    | Auguste Daumain | Indipendente | a 22h44'36" |
| 7    | Louis Coolsaet  | Indipendente | a 23h44'20" |
| 8    | Achille Colas   | Indipendente | a 25h09'50" |
| 9    | René Saget      | Indipendente | a 25h55'16" |
| 10   | Gustave Drioul  | Indipendente | a 30h54'49" |